# 9859 Van Lierde
9859 Van Lierde (1991 PE5) là một tiểu hành tinh vành đai chính được phát hiện ngày 3 tháng 8 năm 1991 bởi E. W. Elst ở Đài thiên văn Nam Âu.